# Ayana Akli
Ayana Akli (* 6. Juli 2001) ist eine US-amerikanische Tennisspielerin.

## Karriere
Akli spielt vorrangig Turniere der ITF Women’s World Tennis Tour, wo sie bislang einen Titel im Einzel und drei Titel im Doppel gewinnen konnte.

### College Tennis
Von 2019 bis 2021 spielte Akli für die Terrapins der University of Maryland und von 2021 bis 2024 für die Gamecocks der University of South Carolina.

#### Auszeichnungen als College-Spielerin
- 3× ITA All-American – Singles (2023, 2024), Doubles (2023)
- ITA Scholar Athlete – 2022
- 4× NCAA Singles Tournament Qualifier – 2021, 2022, 2023, 2024
- CSC Academic All-District – 2023
- 3× All-SEC First Team – 2022, 2023, 2024
- 3× SEC Academic Honor Roll – 2022, 2023, 2024
- 2× SEC Community Service Team – 2023, 2024
- SEC Scholar-Athlete of the Year – 2024
- SEC H. Boyd McWhorter Scholar-Athlete Post-grad scholarship recipient
- SEC Player of the Week – Jan. 25, 2023; Feb. 22, 2023
- Big Ten Freshman of the Year – 2020
- All-Big Ten Team – 2020, 2021
- Big Ten Athlete of the Week – Feb. 4, 2020; Feb. 23, 2021
- Academic All-Big Ten – 2021

## Turniersiege

### Einzel
| Nr. | Datum        | Turnier       | Kategorie | Belag | Finalgegnerin     | Ergebnis |
| --- | ------------ | ------------- | --------- | ----- | ----------------- | -------- |
| 1.  | 18. Mai 2025 | Bethany Beach | ITF W35   | Sand  | Ana Sofía Sánchez | 6:2, 7:5 |

### Doppel
| Nr. | Datum           | Turnier    | Kategorie | Belag     | Partnerin        | Finalgegnerinnen                     | Ergebnis  |
| --- | --------------- | ---------- | --------- | --------- | ---------------- | ------------------------------------ | --------- |
| 1.  | 5. Oktober 2024 | Redding    | ITF W35   | Hartplatz | Eryn Cayetano    | Clervie Ngounoue Himeno Sakatsume    | 6:2, 6:2  |
| 2.  | 3. Mai 2025     | Boca Raton | ITF W35   | Sand      | Diae El Jardi    | Despina Papamichail Gergana Topalowa | 7:61, 7:5 |
| 3.  | 5. Juli 2025    | Cary       | ITF W100  | Hartplatz | Abigail Rencheli | Gabriella Broadfoot Maddy Zampardo   | 6:3, 6:2  |

## Persönliches
Ayana ist die Tochter von Komi und Linda Akli. Sie besuchte bis 2019 die Wheaton High School in Silver Spring.